# Beamtenstatusgesetz
Das Beamtenstatusgesetz ist ein deutsches Bundesgesetz zur Regelung der beamtenrechtlichen Stellung der Beamten der Länder und Kommunen. Es löste zum 1. April 2009 das bisherige Beamtenrechtsrahmengesetz (BRRG) weitgehend ab (Ausnahme: Kapitel II und § 135 BRRG). Während Letzteres für die Landesgesetzgebung hinsichtlich der Rechtsstellung der genannten Beamten zum Teil sehr weitgehende und konkrete Vorgaben machte, beschränkt sich das Beamtenstatusgesetz entsprechend der geänderten Gesetzgebungszuständigkeit auf Grund der Föderalismusreform (Neuregelung in Art. 74 Abs. 1 Nr. 27 GG) auf die Regelung der sogenannten Statusrechte und -pflichten der Beamten im Sinne von Art. 33 GG. Dazu gehören insbesondere die grundlegende Ausgestaltung des Beamtenverhältnisses als solches (§§ 33 ff BeamtStG) und die Regeln für den länderübergreifenden Wechsel und Wechsel in die Bundesverwaltung (§§ 13 ff BeamtStG, also nicht: den Wechsel innerhalb des Landes oder zwischen Landes- und Gemeindeverwaltung).
Das Beamtenstatusgesetz gilt – anders als das bisherige BRRG – unmittelbar, bedarf also keiner Umsetzung durch Landesrecht. Zielrichtung des Gesetzes ist die Festlegung der beamtenrechtlichen Grundstrukturen zur Gewährleistung der erforderlichen Einheitlichkeit des Dienstrechts, insbesondere zur Sicherstellung von Mobilität der Beamten bei Dienstherrnwechsel.
Recht, das als Bundesrecht erlassen worden ist, aber wegen der Aufhebung des Art. 75 GG (Rahmengesetzgebung) nach der Föderalismusreform nicht mehr als Bundesrecht erlassen werden könnte, gilt gemäß Art. 125a GG als Bundesrecht fort. Ausgehend von der neuen konkurrierenden Gesetzgebungskompetenz ersetzt das Beamtenstatusgesetz das nach Art. 75 GG erlassene BRRG. Daher wurde das Beamtenrechtsrahmengesetz mit dem Inkrafttreten des Beamtenstatusgesetzes weitgehend aufgehoben. Kapitel II und § 135 BRRG bleiben zunächst bestehen (§ 63 Abs. 2 Beamtenstatusgesetz). Diese Vorschriften betreffen die einheitlich und unmittelbar geltenden Vorschriften des BRRG, die für die Länder bereits weitgehend, aber noch nicht vollständig im Beamtenstatusgesetz enthalten sind und für den Bund bis zur Novellierung des Bundesbeamtengesetzes bzw. für die Länder bis zum Erlass eigener Vorschriften weitergelten. Dies gilt auch für § 135 BRRG für die öffentlich-rechtlichen Religionsgesellschaften, da eine entsprechende Regelung nicht mehr im Beamtenstatusgesetz enthalten ist.
Ziel des Beamtenstatusgesetzes ist eine Vereinheitlichung und Modernisierung der statusrechtlichen Grundstrukturen, um die Mobilität insbesondere bei Dienstherrnwechsel zu gewährleisten. Dazu gehören:
- Wesen, Voraussetzungen, Rechtsform der Begründung, Arten, Dauer sowie Nichtigkeits- und Rücknahmegründe des Beamtenverhältnisses,
- Abordnungen und Versetzungen der Beamten zwischen den Ländern und zwischen dem Bund und den Ländern, Zuweisung einer Tätigkeit bei anderen Einrichtungen und länderübergreifende Umbildung von Körperschaften,
- Voraussetzungen und Formen der Beendigung des Beamtenverhältnisses,
- statusprägende Pflichten der Beamten und Folgen der Nichterfüllung,
- wesentliche Rechte der Beamten,
- Bestimmung der Dienstherrnfähigkeit,
- Spannungs- und Verteidigungsfall und
- Verwendungen im Ausland.